# Мур-Брабазон, Джон
Джон Теодор Катберт Мур-Брабазон, 1-й барон Брабазон из Тары (англ. John Theodore Cuthbert Moore-Brabazon, 1st Baron Brabazon of Tara; 8 февраля 1884 — 17 мая 1964) — британский авиатор и политик, министр транспорта и авиационной промышленности в правительствах Уинстона Черчилля, кавалер высшей степени Ордена Британской империи, «крёстный отец» проекта «Bristol Brabazon» — крупнейшего (по сей день) британского самолёта, поднявшегося в воздух в 1949 году.
В 1908 году Джон Мур, уже имевший двух сыновей, впервые поднялся в воздух на французском биплане Шарля Вуазена; 30 октября 1909 года выиграл свой первый трофей в авиагонках. 8 марта 1910 года получил свидетельство пилота № 1 королевского аэроклуба, тем самым официально став первым профессиональным британским лётчиком и получив личный бортовой номер FLY-1.
Во время Первой мировой войны — пилот королевского воздушного корпуса, подполковник.
С 1918 года Мур ушёл в политику, избирался от партии консерваторов в Палату общин, назначался на министерские посты в правительстве Черчилля.
В 1942 году, в разгар Сталинградской битвы, заявил о том, что взаимное истощение Германии и СССР на Восточном фронте — благо для Британии, и был вынужден отправиться в отставку (истинным мотивом этого была близость авиатора к лорду Бивербруку, влиятельному медиа-магнату и министру военной и авиационной промышленности, достаточно критически относившемуся к Черчиллю, но под влиянием успехов советской армии и наметившегося перелома в пользу союзников изменившему своё отношение к СССР). В том же году Мур получил титул первого барона Брабазона из Тары и место в палате лордов.
В 1942 году правительства Великобритании и США договорились о разделении ответственности в проектировании самолётов: по этому плану, Британия должна была сосредоточиться на бомбардировщиках, а США — на транспортных самолётах. Понимая, что это оставит британскую промышленность без технологического задела, необходимого для послевоенной конверсии, в феврале 1943 года британцы учредили особый комитет для выработки программы послевоенной конверсии, который возглавил Мур-Брабазон; по его имени и сам комитет назывался Брабазонским (Brabazon Committee).
Комитет выработал техзадания для производства четырёх послевоенных гражданских самолётов, включая реактивный среднемагистральный лайнер («тип IV») — будущий «De Havilland Comet», и гигантский трансатлантический авиалайнер («тип I»), оснащённый восемью звездообразными поршневыми двигателями, построенный в единственном экземпляре — «Bristol Brabazon». В течение 1943 года были распределены основные подрядчики, проектирование началось в 1944. Испытания «Bristol Brabazon» и «Comet» начались в 1949, но концепция «Bristol Brabazon» оказалась совершенно неуместной для своего времени, и единственный опытный лётный экземпляр был разобран в 1953 году.